# Ibema

Ibema este un oraș în Paraná (PR), Brazilia.